# Hayvi Bouzo
Hayvi Bouzo (en árabe: هيفي بوظو‎) es una periodista y presentadora de televisión sirio-estadounidense. Es la actual Jefa del Despacho de Orient News en Washington D. C. Pero es conocida especialmente por ser la responsable del programa político de televisión “The Axis”.

## Carrera profesional
Bouzo comenzó su carrera en los medios en 2006 en Siria. Después de formarse en Sham TV entre 2007 y 2008, empezó a trabajar en Orient TV. En 2012 fue nombrada corresponsal de Orient News en Washington D. C. Se convirtió en la Jefa del Despacho y responsable del programa sobre noticias políticas “The Axis”. En este programa Bouzo entrevista a oficiales de los EE. UU., redactores y académicos. Ha entrevistado a oficiales americanos de alto nivel incluyendo a John Kerry, John McCain, Jack Keane, Pete Sessions, Brian Hook, Adam Kinzinger, Elliot Engel, Heather Nauert.

El 20 de marzo de 2018 Bouzo entrevistó a Danny Danon, Embajador de Israel en las Naciones Unidas. La entrevista suscitó mucho interés y tuvo una amplia cobertura en todo Oriente Medio.